# Biển Ireland

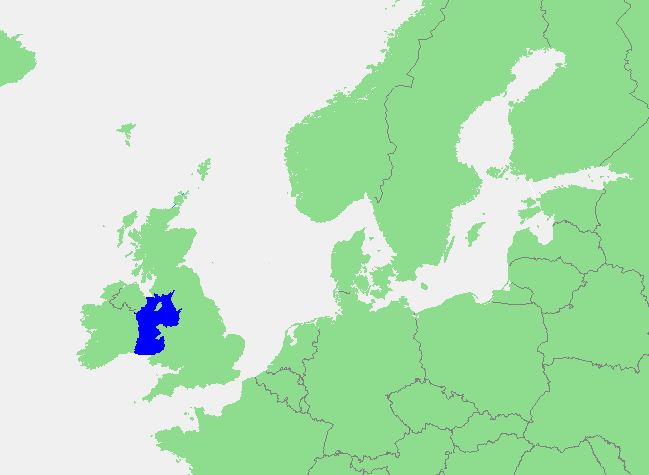
Vị trí của biển Ireland

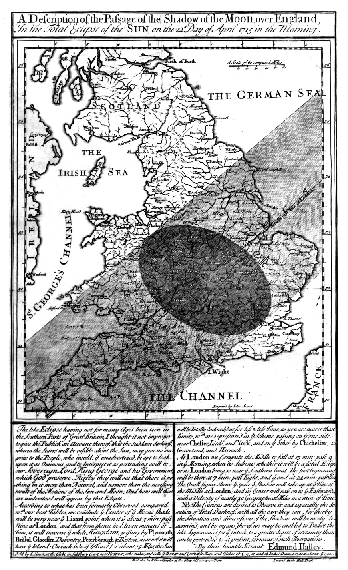
Bản đồ Solar eclipse (1715) của Edmond Halley cho thấy biển Ireland

Biển Ireland (tiếng Anh: Irish Sea, tiếng Ireland: Muir Éireann / An Mhuir Mheann, tiếng Man: Y Keayn Yernagh, tiếng Scots: Erse Sea, tiếng Gael Scotland: Muir Èireann, Ulster-Scots: Airish Sea, tiếng Wales: Môr Iwerddon) là vùng nước chia tách đảo Anh và đảo Ireland. Nó được nối với biển Celtic ở phía nam bởi eo biển St George, và với các biển ngoài khơi bờ tây Scotland ở phía bắc bởi eo biển Bắc. Anglesey là đảo lớn nhất trong biển Ireland, theo sau là đảo Man. Biển này cũng được gọi, nhưng hiếm khi, là biển Man (tiếng Ireland: Muir Meann, tiếng Man: Mooir Vannin, tiếng Gael Scotland: Muir Mhanainn).
Biển Ireland có tầm quan trọng trong giao thương khu vực, vận chuyển và vận tải, ngư nghiệp và sản xuất điện năng (năng lượng gió và nhà máy điện nguyên tử). Mỗi năm, 12 triệu hành khách và 17 triệu tấn (17.000.000 tấn Anh; 19.000.000 tấn Mỹ) hàng di chuyển giữa đảo Anh và đảo Ireland.